# 제국주의

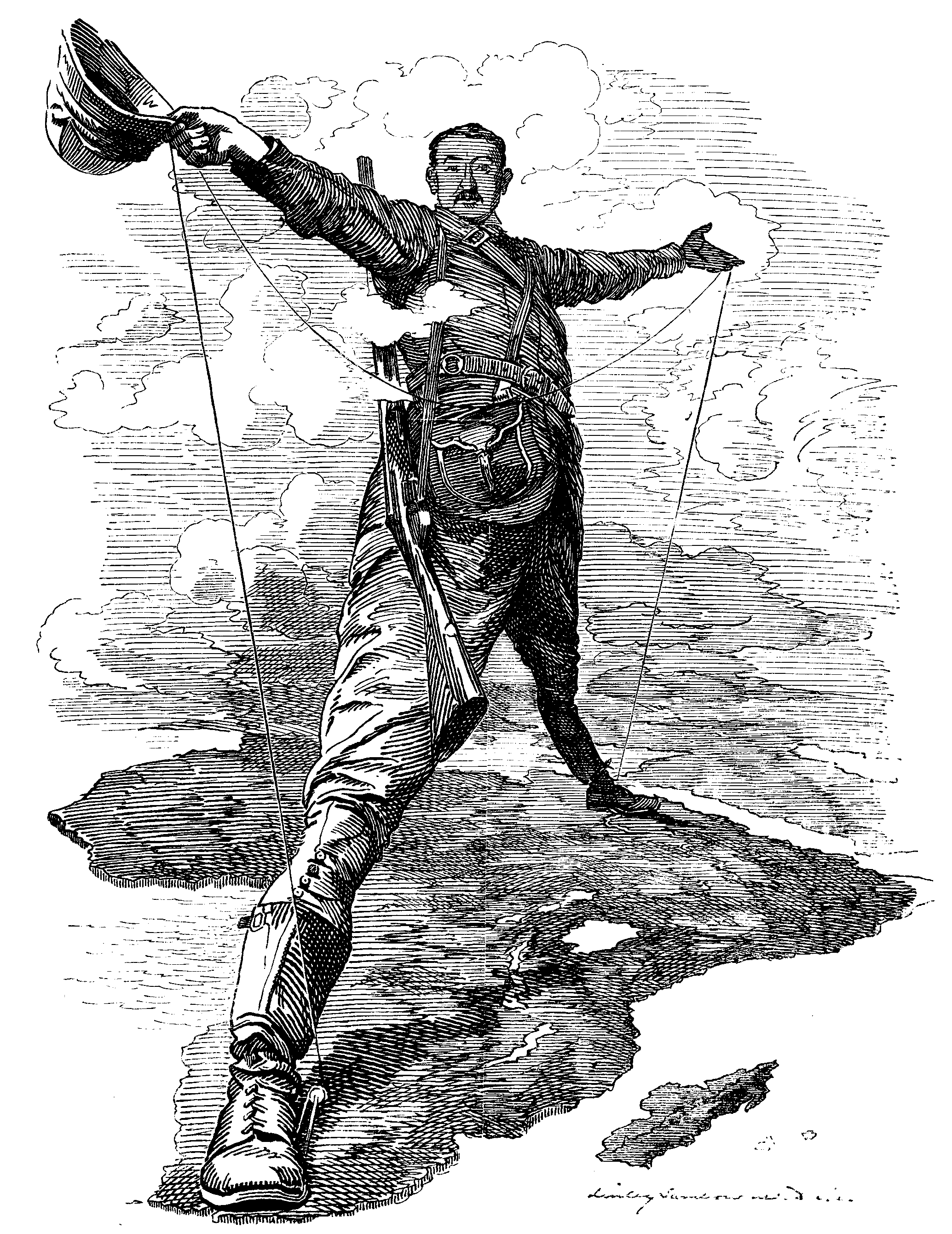
세실 존 로즈의 케이프-카이로 철도 계획을 풍자한 그림. 그는 브리티쉬 남 아프리카 회사의 사장이자 아프리카에서 최초로 다이아몬드 채굴 사업을 한 사람이었다. 그는 케이프 타운에서 카이로까지 철도를 놓아 아프리카 지도를 영국의 붉은 색으로 칠하기를 주장하였다

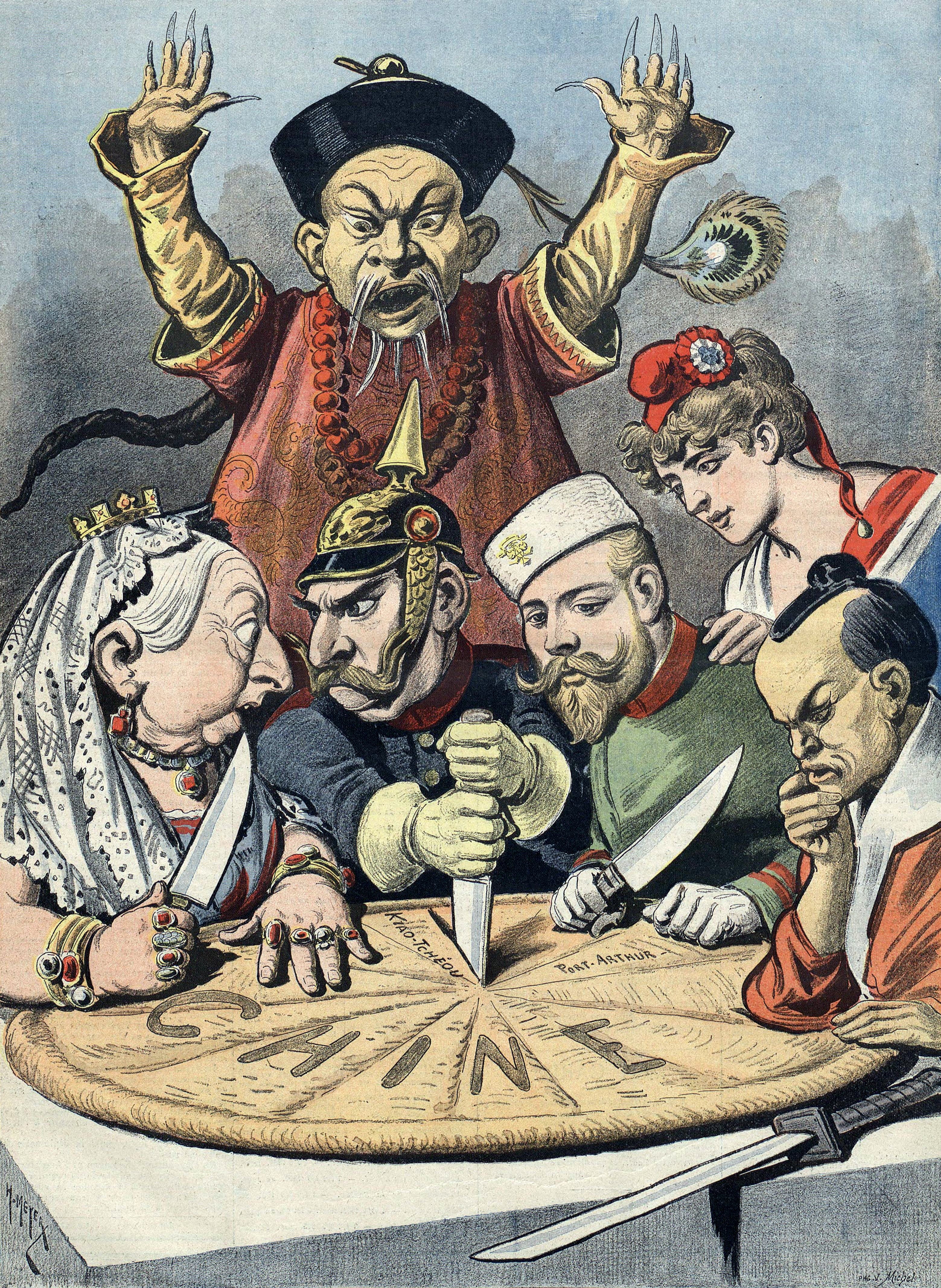
중국 - 왕과 황제의 케이크, 1898년 프랑스 정치 풍자 만화

제국주의(帝國主義, 영어: Imperialism)는 특정국가가 다른 나라, 지역 등을 군사적, 정치적, 경제적으로 지배하려는 정책, 또는 그러한 것을 목적으로 하는 사상을 가리킨다. 엄밀히 정의하면 영향력, 즉 패권보다는 영역의 차지를 확대하는 정책 또는 사상을 가리킨다.

## 개요
제국주의라는 말의 어원은 라틴어의 imperium(제국), imperator(황제)인데, 프랑스의 나폴레옹 1세와 3세의 로마제국 재현(再現)의 시도를 제국주의라 하였다. 그러나 이 말이 일시발 것은 나폴레옹 3세의 몰락을 보도하였던 영국의 신문 데일리 뉴스의 1870년 6월 8일자 보도에서 프랑스 제2제정을 제국주의라고 지칭한 후부터이며, 그것은 전제정치와 동일한 의미였다.
제국주의란 말이 사회적 의미를 가지게 된 것은 1877년 러시아가 이스탄불을 점령하려고 하였을 때 영국의 총리 B.디즈레일리가 무력행사에 의한 강경정책을 취하여 이른바 징고이즘(jingoism)이 생겨난 이후부터이다. 이 때부터 제국주의는 종종 열광적인 주전론(主戰論)과 같은 뜻으로 쓰이게 되었다. 1880∼1890년대 영국은 제국주의를 영국의 번영과 진보를 상징하는 표상으로 여기는 경향이 생겨 그것을 오히려 구가(謳歌)하였다. 그러나 1870년경부터 제국주의라는 말은 근대적인 의미와 내용을 가진 말로 사용되었는데, 그것은 사회적 불안이 증대하는 한편 자본주의국가간의 팽창주의적 경쟁이 격화되었기 때문이다.
영국은 자유무역정책을 보호정책으로 전환하고 광대한 식민지를 통일적으로 긴밀히 조직하려고 하였다. 즉, 1870년대 수에즈운하주(株) 매수, 인도의 지배 강화, 1884년 제국연방동맹의 성립에 의거한 자치령과 본국과의 결합 시도, 1903년 식민지장관 A.N.체임벌린의 보호관세정책, 보어전쟁 등이 그것이었다. 이러한 경향은 비단 영국만의 일이 아니었고, 오히려 해외진출을 불가결의 요건으로 삼던 후진자본주의국가에서 더욱 현저하였으며, 이런 강대국들의 정책이 세계의 분할과 국제대립의 격화 및 군비확장을 초래하는 결과가 되었다.

## 어원
제국주의(Imperialism)는 제국을 가리키는 임페라토르(Imperator)에서 왔으며 이는 원래 로마의 황제를 뜻하는 말이었다. 유럽의 역사상 많은 국가나 왕이 로마 제국을 모델로 스스로 제국임을 선포한 것에서 그들이 취하였던 팽창주의 정책 및 사상을 제국주의라 부르게 되었다. 제국주의는 사회주의나 공산주의 이후 등에서 비판적인 용어로 많이 사용되었으나 제국주의라는 낱말 자체는 그 이전부터 흔히 쓰였던 말이다.

## 원인
주로 유럽중심으로 이루어져왔다. 유럽의 초기 식민지는 희귀한 자원과 노예의 확보를 위한 것이었다. 남아메리카의 은, 아프리카의 금, 상아와 노예, 인도의 후추등이 대표적인 목표물이었다.
이후 산업혁명은 대량생산을 위해 보다 많은 자원과 노동력을 필요로 하였고 동시에 생산된 제품을 판매할 판매처가 필요했다. 당시의 대표적인 식민무역은 영국의 경우 인도의 면화로 면직물을 만들고 이것을 다시 인도에서 아편과 바꾼 후 중국에서 은과 교환하는 것이었다.  이는 나중에 아편 전쟁이 일어나는 원인이 되었다.
이렇게 자원 확보와 금/은의 확보가 국부에 중요하다는 관점은 사실 중상주의적 관점이다. 중상주의가 처음 본격적으로 제대로 된 비판을 받은 것이 아담 스미스의 국부론 (1776)으로, 이러한 국부론의 관점이 일반 사회와 정치권으로 파고들어 주류 담론이 되어 중상주의를 완전히 대체하는데에는 상당한 시간이 필요했다. 그러므로 식민지 쟁탈기에도 중상주의적 관점에서 국가들은 자신들의 국익을 위해 식민지 쟁탈전에 앞장섰다고 하는 것이 더 타당한 해석이다. 이를 위해 제국주의 국가는 식민지에 척식회사를 설립하였는데 영국의 동인도회사나 일본의 동양척식주식회사 등이 그것이다. 후발주자로 미국과 일본이 제국주의 열강대열에 등장했다.

## 역사와 종류
넓게는 대항해 시대이후 유럽의 각 나라들이 아메리카와 아프리카 및 아시아에 대해 크고 작은 식민지를 만들고 자원과 노동력을 약탈하던 때부터 제국주의의 시작이라 간주하나, 좁은 의미의 본격적인 제국주의는 산업혁명이후 유럽의 여러 나라들이 앞다투어 식민지 쟁탈전에 뛰어든 18세기 무렵부터 나타났다. 위에서 언급했듯, 자본주의는 18세기 중후반에 가서야 처음으로 아담 스미스의 '국부론'이 등장해서 자본주의적 아이디어가 처음으로 발생했을 뿐이다.
제국주의의 전성기였던 제1차 세계대전 직전의 시기에 이르러 세계는 이른바 열강이라 불리던 제국주의 국가와 식민지로 양분될 지경에 이르렀으며 에티오피아와 타이 등 몇몇 국가를 제외하고는 대부분 열강의 지배하에 들어갔다. 식민지들은 대부분 격렬하게 제국주의에 저항하였으며 결국 제2차 세계 대전이후 1960년대에 이르러서는 대부분 독립을 회복하였다.
여러 세계대전을 거치고 이후 식민지 해방의 합의사안으로 민족자결주의가 합의되었으며, 세계대전 당시 제국주의를 비판하면서 볼셰비키 혁명과 UN세계주의 (냉전)이념에도 영향을 주었다.
식민지들의 독립 역시 자본주의의 확산을 통해, 제국을 유지하는 것이 오히려 비효율적이라는 인식이 퍼져나갔기 때문이며, 자본주의는 오히려 제국주의 이후, 특히 2차 세계대전 이후에 전세계적인 더 큰 발전을 이룩하게 된다. 마르크스에 의해 제국주의와 자본주의가 안이하게 연결됐지만, 자본주의와 제국주의는 다른 경로로 발전해 왔으며, 오히려 자본주의는 제국의 해체에 기여했다. 경제 제국주의니 하는 관점도 지나치게 마르크스나 그 영향을 받은 종속이론에 편향된 관점으로, 그 관점 만이 진리가 아니며, 사실 경험적으로도 맞지 않다. 경제 제국주의는 실증적 관점이라기 보다는 정치적 슬로건에 가깝다.

### 초제국주의
독일의 마르크스주의 경제학자이며 제2인터내셔널의 이론적 지도자이던 K.J.카우츠키에 의하여 주장된 제국주의론.
제1차 세계대전 직전부터 대전 중에 걸쳐 카우츠키는 《노이에 차이트》지(誌)에 3편의 논문, <제국주의론>(1914) <재고(再考)를 요하는 2서(書)>(1915) <제국주의 전쟁>(1917)을 썼는데, 그는 여기서 초제국주의론을 전개하였다.
첫 번째 논문에서는 공업 및 농업의 산업부문 간의 균형유지를 위하여 공업자본이 농업지역을 정복하여 방해하려고 한다는 점이 강조되었고, 두 번째 논문에서는 R.힐퍼딩의 《금융자본론》을 인용하여 제국주의란 금융자본의 정책이라는 점이 강조되었으며, 세 번째 논문에서는 초과이윤 획득의 수단이 강조되었다. 여기서 카우츠키는 제국주의란 자본주의가 채택한 자유무역정책이 자본주의의 발전에 따라 변화되어간 역사적 소산이므로 역사의 발전에 따라서는 그것 역시 다른 것으로 바뀌어갈 수 있다고 주장하였다. 즉, 제국주의 국가간의 전쟁이 자본가계급 상호간에 큰 부담이 되면 자본가들은 그들의 동료들에게 ‘만국의 자본가여 단결하라’라고 호소하게 되고 세계의 분할착취에 대한 협정을 맺게 될 것이며, 자본주의는 체제의 존속을 위하여 초제국주의를 채택할 가능성이 있다는 것이다. 따라서 사회주의정당의 국제단결에 선행하여 ‘제국주의자 인터내셔널’이 성립되어 자본주의는 평화롭게 발전할 것이라고 하였다. 즉, 카우츠키는 경쟁이 독점을 낳게 한다는 견해에서 오늘날의 대기업 ·대은행간의 경쟁이 국제적인 금융자본 또는 전 세계적인 트러스트 안에 통일되어 그것을 기초로 국가간에 협조가 이루어지고 경쟁과 전쟁이 제거되는 단계에 이른다고 주장하였다. 이것이 초제국주의론이다.

### 사회제국주의
사회주의 가치를 내건 국가간에 주권평등 ·내정불간섭 등의 원칙을 무시하고 무력으로 자기 의사를 타국에 강요하는 방식을 비판하는 정치용어이다.
제2차 세계대전 후인 1960년대에 와서 중화인민공화국과 구 소비에트 연방간의 논쟁이 격렬해지고 소련이 자유화 운동의 꽃이 활짝 피어있던 1968년 8월 체코슬로바키아를 무력으로 침공하자, 중국이 “이 노골적인 무력간섭은 소련 배신자 집단의 흉악한 파쇼적 정체를 여지없이 폭로한 처사이며, 소련 지도부가 이미 사회적 제국주의로 조락한 것이다,”라고 맹렬히 비판하였다.
그런데 이 용어는 중국과 소비에트 연방간의 대립이 있기전인 제1차 세계대전 이후에 제국주의 국가 가운데 노동계급을 배신한 사회민주당을 제국주의에 봉사하고 있다고 비판한 데서 비롯되었다.
예를 들면 영국 노동당 정부가 인도의 독립운동을 군의 폭력을 동원하여 무자비하게 탄압한 것을 가리켜 “사회제국주의의 무식한 정치 테러”라 비판한 것 등이 이에 해당한다.

## 같이 보기
| - 아시아의 서구 제국주의 - 봉건제도 - 제1차 세계 대전 - 제2차 세계 대전 - 태평양 전쟁 - 한국 전쟁 - 베트남 전쟁 | - 사회주의 - 공산주의 - 민족주의 - 민족 해방 - 파시즘 - 반제국주의 - 반공산주의 |